# Iberia Star Tbilisi
Iberia Star Tbilisi – gruziński klub futsalowy z siedzibą w Tbilisi, obecnie występuje w najwyższej klasie rozgrywkowej w Gruzji.

## Sukcesy
- Mistrzostwo Gruzji (9): 2004, 2005, 2006, 2007, 2008, 2009, 2010, 2011, 2012
- Puchar Gruzji (4): 2004, 2005, 2006, 2010
- 3. miejsce w UEFA Futsal Cup (2): 2010, 2014